# Harriman (New York)
Harriman est un village situé dans le comté d'Orange, dans l'État de New York.
Le Village d'Harriman est dans la partie sud-est de la Ville de Monroe (New York).
Le village a été nommé au nom de Edward Henry Harriman, ancien président de l'Union du Chemin de fer du Pacifique. Auparavant, le village était connu sous le nom de Turner (ou Turners).

## Géographie
Harriman se situe à environ 60 km au nord de New York.
Le village a une superficie totale de 2,6 km2. 1,00 % de sa superficie totale est constituée d'eau.

## Démographie
Si l'on se fie au recensement de 2000, il y a 2 252 personnes, 927 maisons et 588 familles dans le village. La densité de population est de 887,2/km². Il y a 958 maisons à une densité moyenne de 377,4/km² (976,6/mi²). 81,71 % des villageois sont de race blanches, 7,37 % sont asiatiques, 4,80 % sont des Américains africains, 0,31 % sont des natifs américains, 7,37 % sont asiatiques et 2,40 % sont d'autres races et 3,42 % sont constitués de deux ou trois races.
Sur les 927 maisons, 35,6 % ont des enfants âgés de moins de 18 ans, 46,8 % sont des personnes mariées vivant ensemble, 12,2 % ont une femme possédant la maison sans homme à la maison et 36,5 % ne sont pas des familles. 29,9 % de toutes les maisons sont faites de personnes vivant seules, 10,0 % ont quelqu’un vivant avec eux âgé de 65 ans ou plus.
Dans le village, 26,2 % de la population est âgé de moins de 18 ans, 5,9 % de 18 à 24, 38,2 % de 25 à 44, 19,9 % de 45 à 64 et 9,8 % sont âgés de 65 ans et plus. La moyenne d’âge est de 35 ans, pour chaque 100 femmes, il y a 98.9 hommes. Pour chaque 100 femmes âgées de 18 ans et plus, il y a 92.9 hommes.
La moyenne de profit annuel pour chaque maison dans le village est de 60 089 $, et la moyenne de profit annuel pour chaque famille est de 63 631 $. Les hommes ont une moyenne de profit annuel de 46 875 $ contre 41 280 $ pour les femmes. 2,2 % de la population et 2,2 % des familles sont sous le seuil de la pauvreté.